# 澳杨属
澳杨属（学名：Homalanthus）是大戟科下的一个属，为乔木或灌木植物。该属共有35种，分布于印度、马来西亚至波利尼西亚。